# Margarita Pazi
Margarita Pazi, geb. Gutmann (* 16. April 1920 in Altstadt, Tschechoslowakei; † 12. Februar 1997 in Tel Aviv), war eine israelische Literaturwissenschaftlerin und Hochschullehrerin böhmischer Herkunft. Der Schwerpunkt ihrer wissenschaftlichen Arbeit lag auf der deutschsprachigen Literatur jüdischer Autoren.

## Leben
Margarita Gutmann stammte aus einer Familie jüdischer Herkunft, ihre Eltern waren Siegmund und Marie Gutmann. Sie besuchte zunächst die Schule in ihrem Geburtsort Altstadt, bis sie 1930 mit der Familie nach Zlabings zog. Sie war eine gute Schülerin, konnte aber aufgrund der politischen Situation das Abitur nicht mehr erlangen. 1938 flüchtete sie vor den Nationalsozialisten mit einem Jugendtransport in Richtung Palästina. Das Schiff wurde jedoch am Anlegen gehindert und Margarita Gutmann zusammen mit weiteren überlebenden Flüchtlingen auf Veranlassung der Mandatsregierung für mehr als vier Jahre in der damaligen britischen Kronkolonie Mauritius interniert. Ihre Eltern und ihr Bruder starben im KZ Auschwitz.
Im Anschluss an eine Amnestie im August 1945 konnte Margarita Gutmann nach Palästina einwandern. Sie heiratete zunächst einen orthodoxen Rabbiner aus Danzig, der ähnliche Erfahrungen auf der Flucht gemacht hatte. Nach seinem Tod ehelichte sie 1958 den im israelischen Marineministerium tätigen Rechtsanwalt Moshe Pazi. Er hatte eine Tochter aus einer früheren Ehe, die Margarita Pazi mit aufzog. Sie schloss ihre unterbrochene Schulausbildung ab und arbeitete ab 1950 als parlamentarische Sekretärin im Büro des Staatskontrolleurs Siegfried Moses. Nach zwischenzeitlichem Einsatz an der Israel-Mission in Köln (1953 bis 1955) war sie wieder im Ministerium tätig, zuletzt bis 1961 als Abteilungsleiterin.
Parallel zum Beruf führte Margarita Pazi ihre akademische Bildung fort. Ab 1958 studierte sie extern an der London University und der Sorbonne Englische, Französische und Deutsche Philologie und Vergleichende Literatur. 1963 erlangte sie das Diplôme Supérieur d’Etudes Françaises und 1966 den Bachelor of Arts. 1969 wurde sie an der Universität Würzburg mit summa cum laude zum Dr. phil. promoviert. Ihre Dissertation behandelte Werk und Persönlichkeit des Schriftstellers Max Brod.
Von 1963 bis 1965 unterrichtete Pazi an der französischen Schule Collège des Frères in Jaffa, Tel Aviv. Ab 1967 lehrte sie als Dozentin für Deutsche Literatur an der Abteilung für Fremdsprachen der Universität Tel Aviv. Daneben war sie am Goethe-Institut Tel Aviv tätig und gab Privatunterricht. Sie entwickelte aufwendige Tests für Deutschstudenten und brachte 1970 eine Anthologie deutschsprachiger Erzählungen mit grammatischen Übungen und Wörterbuch heraus. Sie lehrte auch einige Sommersemester an der Universität Würzburg, wo ihr 1986 eine Honorarprofessur verliehen wurde, und hatte Gastprofessuren in Österreich und Australien inne.
Pazi veröffentlichte eine Reihe wissenschaftlicher Publikationen, wobei sie sich überwiegend der deutschsprachigen Literatur jüdischer Schriftsteller des 19. und 20. Jahrhunderts widmete, insbesondere aus dem böhmisch-mährischen Kulturraum. Zwei ihrer Bücher erschienen in der Reihe „Würzburger Hochschulschriften zur neueren deutschen Literaturgeschichte“, zunächst Fünf Autoren des Prager Kreises (1978), in dem sie das Schaffen von Ernst Weiß, Oskar Baum, Ernst Sommer, Paul Kornfeld und Ludwig Winder behandelte. 1993 folgte eine weitere Monografie über Ernst Weiß. Pazi verfasste zudem mehr als 100 Beiträge für Zeitschriften, Jahrbücher und Lexika (u. a. Encyclopaedia Hebraica) über literarische und historische Themen. Posthum erschienen 15 ihrer Aufsätze zur deutsch-jüdischen Literatur in dem von Sigrid Bauschinger und Paul Michael Lützeler herausgegebenen Sammelband Staub und Sterne (2001).
Pazi engagierte sich für die Wahrnehmung der Bedeutung und Besonderheit deutsch-jüdischer Literatur, sowohl in ihren Publikationen als auch als Referentin bei internationalen Symposien. Sie unterstützte israelische Autoren, die nach ihrer Immigration weiterhin auf Deutsch schreiben wollten und veröffentlichte mehrere Anthologien mit ihren Werken. Ab 1993 war sie Präsidentin des Verbandes deutschschreibender Autoren in Israel.
Die Literaturwissenschaftler Mark H. Gelber, Hans Otto Horch und Sigurd Paul Scheichl widmeten Margarita Pazi die 1996 von ihnen herausgegebene Festschrift Von Franzos zu Canetti mit Studien über jüdische Autoren aus Österreich.
Margarita Pazi lebte in Tel Aviv, wo sie 1997 nach langer Krankheit im Alter von 76 Jahren starb. Sie wurde auf dem Friedhof von Holon neben ihrem bereits 1984 verstorbenen zweiten Ehemann beigesetzt.

## Veröffentlichungen (Auswahl)
- Max Brod: Werk und Persönlichkeit. Bouvier, Bonn 1970, ISBN 3-416-00681-X.
- Fünf Autoren des Prager Kreises. Lang, Frankfurt 1978, ISBN 3-261-02476-3.
- Ernst Weiss: Schicksal und Werk eines jüdischen mitteleuropäischen Autors in der ersten Hälfte des 20. Jahrhunderts. Lang, Frankfurt 1993, ISBN 3-631-45475-9.
- Margarita Pazi. Staub und Sterne. Aufsätze zur deutsch-jüdischen Literatur. Hrsg. von Sigrid Bauschinger und Paul Michael Lützeler. Wallstein-Verlag, Göttingen 2001, ISBN 3-89244-357-2.
- Hrsg.: Nachrichten aus Israel: deutsch-sprachige Literatur in Israel. Olms, Hildesheim 1981, ISBN 3-487-08204-7.
- Hrsg.: Max Brod 1884–1984. Untersuchungen zu Max Brods literarischen u. philosophischen Schriften. Lang, New York 1987, ISBN 0-8204-0571-X.
- Hrsg. mit Hans Dieter Zimmermann: Berlin und der Prager Kreis. Königshausen und Neumann, Würzburg 1991, ISBN 3-88479-597-X.
- Hrsg.: Spurenlese: deutschsprachige Autoren in Israel. Eine Anthologie. Bleicher, Gerlingen 1996, ISBN 3-88350-737-7.